# Xenoctenus patagonicus
Xenoctenus patagonicus är en spindelart som beskrevs av Cândido Firmino de Mello-Leitão 1940. 
Xenoctenus patagonicus ingår i släktet Xenoctenus och familjen taggfotsspindlar. Inga underarter finns listade i Catalogue of Life.